# Cinturón de estaño de Bolivia
El cinturón de estaño de Bolivia, también llamado cinturón estañífero boliviano o provincia estannifera boliviana, es una región rica en minerales en la Cordillera Oriental de Bolivia. Al ser una provincia metalogenética, el cinturón de estaño boliviano es rico en estaño, tungsteno, plata y metales comunes, por lo que ha tenido un rol importante en la historia de la minería en Bolivia. El cinturón de estaño boliviano sigue la misma curva que el oroclinal boliviano. Comprende una zona de arco relativamente estrecha y bien definida de aproximadamente 900 km de longitud, y se ubica en la parte occidental más alta de los Andes orientales, extiéndose desde el límite con Perú hasta el noroeste de Argentina. Las mineralizaciones del cinturón se formaron episódicamente a partir del Triásico con las mineralizaciones más jóvenes conocidas datadas al Mioceno.
El enriquecimiento mineral es el resultado de fluidos expulsados de magmas peraluminosos. Los magmas peraluminosos resultan de la fusión parcial (anatexia) de rocas metasedimentarias y gneis en la corteza continental. El análisis de oligoelementos en las rocas ígneas formadas por estos magmas sugiere que parte de su material deriva de la fusión de una roca pelítica del Paleozoico inferior. Además de los componentes de la corteza terrestre, los magmas también involucraban fuentes en el manto.  La formación de estos magmas es una forma de reciclaje de la corteza terrestre.
Los magmas peraluminosos son raros en los Andes pero más comunes en orógenos de colisión continental como el Himalaya. De esto se infiere que la orogenia andina en Bolivia debería tener características en común con los orógenos colisionales. Esto, a su vez, podría estar relacionado con particularidades en la interacción de la Placa sudamericana y la Placa de Nazca durante la orogenia andina que condujeron a eventos similares a colisiones continentales en el Cenozoico en las latitudes de Bolivia. Un mecanismo tectónico de este tipo hace innecesaria la invocación de una "anomalía del estaño" de larga duración debajo de la Cordillera Oriental para explicar el cinturón de estaño.

## Minería
Se sabe que el estaño fue explotado por en territorio boliviano por los incas, quienes elaboraban bronce rústico con estaño, probablemente procedente de los yacimientos de la Cordillera Real. Sin embargo, su explotación a gran escala se inició a finales del siglo XIX, época en la que el estaño comenzó a tener importancia en el mercado internacional y también en el que la producción de plata disminuyó considerablemente. La producción de estaño boliviano, desde ese período, aumentó gradualmente desde unas pocas cientos de toneladas anuales hasta alcanzar las 47.000 toneladas en 1929, cifra que representa el nivel más alto jamás alcanzado por la producción. Desde entonces ha disminuido considerablemente, situándose entre 25.000 y 30.000 t al año.
En la zona norte de la provincia del estaño, los depósitos están íntimamente relacionados con los granitos batolíticos de la Cordillera Real y se caracterizan por una mineralogía relativamente simple, un bajo contenido de plata y esencialmente no presentan una
zonificación aunque como grupo, se concentran alrededor de los batolitos.

## Principales minas del cinturón de estaño
- Minas de Colavi
- Mina Siglo XX
- Mina La Salvadora